# Cachaço (culinária)
O cachaço ou pescoço é um corte de carne, tanto de suínos, como de bovinos, da parte dianteira do lombo, e inclui as vértebras cervicais e, por vezes, também as costeletas-do-fundo.
Os ossos do cachaço de porco (ou "neckbones") são um dos ingredientes da culinária do sul dos Estados Unidos e principalmente da “soul food”, que ficaram do tempo da escravatura, quando aos escravos se davam para comer as partes da carne que não eram apreciadas pelos donos das plantações. Os ossos são cozidos ou assados no forno, num recipiente coberto, com água e vinagre, ou caldo de carne ou de galinha, pimenta preta e malagueta, sal, tomilho e louro,  até que a carne se separe bem dos ossos; depois, a própria carne e o molho em que cozeram são utilizados para cozer verduras, feijão ou arroz.
Aparentemente, uma das formas de conservar ou utilizar os ossos do pescoço do porco é a cura em salmoura ou a defumação. E com um pescoço e alguns ingredientes, principalmente vegetais, pode fazer-se uma rica refeição, a que os americanos chamam “Meat-and-three”, ou seja, "a carne e três pratos de acompanhamento". Uma referência que inclui três receitas, indica como acompanhar um assado de asas de peru, usando também os miúdos da ave, com uma sopa de quiabos, um prato de feijão-de-lima, um arroz-de-miúdos e hortaliças cozidas com o pescoço de porco.
Todos os “acompanhamentos” começam com a mesma preparação: um refogado de cebola, aipo, louro e tomilho em gordura animal, que pode ser banha, ou proveniente de bacon derretido. Mas a semelhança fica por aí, quando se juntam outros ingredientes, o caldo e a carne e ossos do pescoço de porco. Para a sopa de quiabos, junta-se massa de tomate e deixa-se caramelizar; depois juntam-se os quiabos e tomates partidos, uma parte do caldo de pescoço e, se necessário, caldo do peru, para a sopa ser suficientemente líquida e deixa-se cozer em lume brando. Para o arroz-de-miúdos, faz-se o refogado com “schmalz” (banha em alemão), juntam-se os miúdos e outras partes provenientes da limpeza do peru e deixam-se cozinhar até toda a preparação ficar castanha; a seguir, junta-se o arroz ou, no caso da presente receita, cevada, até que absorva a gordura e tempero; finalmente, junta-se caldo de peru e deixa-se cozer e serve-se com cebolinho e molho picante. O feijão é cozido em caldo de peru com os ossos fumados do pescoço de porco, que se juntam ao refogado que levou alho e macis e depois massa de tomate e mel-de-cana; a preparação coze em lume brando durante várias horas.

## Portugal
O cachaço de porco (inteiro) assado no forno, com ou sem recheio, marinado ou não, servido com batatas cozidas ou assadas, ou arroz branco, também é popular na culinária de Portugal.

## Alemanha
Na Alemanha, faz-se um churrasco com bifes ou costeletas do pescoço do porco, chamado “Schwenker”, na região de Sarre, servido com salada de batata e vegetais grelhados. A variante da Turíngia é chamada “Rostbrätel” e a carne é marinada em cerveja e óleo, aromatizada com mostarda e cebola, por vezes também com alcaravia e alho, e servida com batata frita e cebola estufada.

## Itália
O capocollo ou coppa é um enchido feito especificamente com a carne do cachaço de porco, que é primeiro marinada em vinho com uma variedade de condimentos e depois curada em salmoura, colocada dentro duma tripa e deixada a secar durante vários meses.

## Cachaço de vaca
A carne do cachaço de vaca não é muito apreciada por ser considerada de difícil cocção, mas ainda assim é utilizada em Portugal, não só para preparar carne moída, mas também para outra receitas, desde que seja marinada durante bastante tempo.
Além disso, há outras preparações possíveis com ossos do cachaço de vaca, por exemplo, sopas ou caldos para outros pratos. Uma receita típica da soul food é um guisado ou sopa de ossos de porco ou vaca fumados, com vegetais, incluindo batata, temperado com sal, pimenta e alho em pó; serve-se sobre arroz branco, acompanhado com cornbread.